# Resolução 217 do Conselho de Segurança das Nações Unidas
A Resolução 217 do Conselho de Segurança das Nações Unidas aprovada em 20 de novembro de 1965, determinou que a situação resultante da Declaração Unilateral de Independência era extremamente grave e que o Governo do Reino Unido deveria pôr fim a ela, pois constitui uma ameaça à paz e à segurança internacional. O Conselho também convidou as nações a não reconhecer o que considerava "essa autoridade ilegal" ou a manter relações diplomáticas com ele. Também pediu a todos os Estados que se abstenham de relações econômicas com a Rodésia.
A resolução foi aprovada por 10 votos contra um; A França abstiveram-se.